# ۷۰۸۳ کانت
سیارک ۷۰۸۳ کانت (به انگلیسی: 7083 Kant، نامگذاری:1989CL3) هفت هزار و هشتاد و سومین سیارک کشف شده‌است که در ۴ فوریه ۱۹۸۹ کشف شد.
قدر مطلق سیارک برابر ۱۲٫۵۰ است.
این سیارک به افتخار ایمانوئل کانت فیلسوف آلمانی نام گذاری شده‌است.